# Svistella rufonotata
Svistella rufonotata är en insektsart som först beskrevs av Lucien Chopard 1932.  Svistella rufonotata ingår i släktet Svistella och familjen syrsor. Inga underarter finns listade i Catalogue of Life.